# Genua (departement)

Franse departementen in Noord-Italië

Blazoen van de stad Genua onder napoleontisch bestuur

Het departement Genua (1805-1814) was een Frans departement in Noord-Italië ten tijde van het Eerste Franse keizerrijk.
In 1805 schaften de Fransen de Ligurische Republiek, hun vazalstaat, af. In de plaats kwamen 4 Franse departement aangehecht aan Frankrijk. Een van deze was het departement Genua. 
De hoofdplaats van het departement was de stad Genua, zetel van de prefectuur Genua. Het departement kende 4 onderprefecturen: Bobbio, Novi, Tortona en Voghera. 
De stad Genua kreeg van Napoleon Bonaparte een nieuw blazoen: het Genuees kruis werd bovenaan voorzien van een rode band met 3 gouden bijen naast mekaar. Gouden bijen waren een Napoleontisch symbool voor macht, meer bepaald drukten zij onsterfelijkheid en heropstanding uit.
Na 1814 ging het departement op in het koninkrijk Piëmont-Sardinië. Zijn oppervlak besloeg de huidige metropolitane stad Genua en stukjes van de provincies Alessandria, Pavia en Piacenza.